# Chodová Planá
Chodová Planá (en allemand : Kuttenplan) est un bourg (městys) du district de Tachov, dans la région de Plzeň, en Tchéquie. Sa population s'élevait à 1 982 habitants en 2024.

## Géographie
Chodová Planá se trouve à 9 km au sud-sud-est de Mariánské Lázně, à 13 km au nord-est de Tachov, à 50 km à l'ouest-nord-ouest de Plzeň et à 124 km à l'ouest-sud-ouest de Prague.
La commune est limitée par Mariánské Lázně, Vlkovice et Ovesné Kladruby au nord, par Teplá au nord-est, par Lestkov à l'est, par Planá et Chodský Újezd au sud, et par Zadní Chodov et Trstěnice à l'ouest.

## Histoire
La première mention écrite de la localité date de 1316 et celle de sa brasserie de 1573.

## Administration
La commune se compose de dix sections :
- Boněnov
- Chodová Planá
- Dolní Kramolín
- Domaslavičky
- Holubín
- Hostíčkov
- Michalovy Hory
- Pístov
- Výškov u Chodové Plané
- Výškovice u Michalových Hor

## Transports
Par la route, Chodová Planá se trouve à 9 km de Mariánské Lázně, à 15 km de Tachov, à 61 km de Plzeň  et à 152 km de Prague. 